# Sonchia
Sonchia là một chi bọ cánh cứng trong họ Chrysomelidae.
Chi này được miêu tả khoa học năm 1901 bởi Weise.

## Các loài
Các loài trong chi này gồm:
- Sonchia apicipes (Jacoby, 1903)
- Sonchia sternalis (Fairmaire, 1888)